# Foire internationale du livre de Belgrade
Pour les articles homonymes, voir Foire du livre.

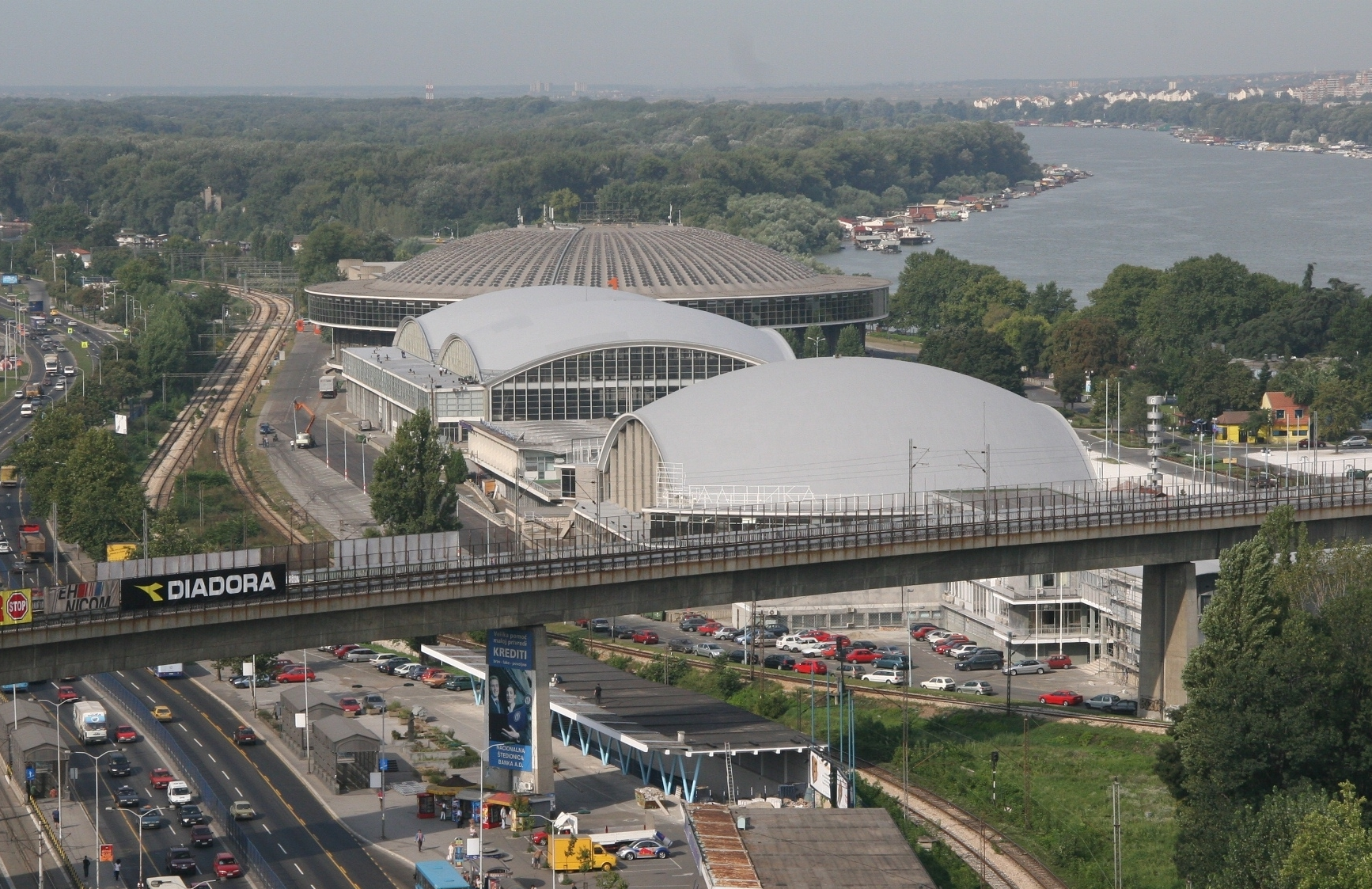
Parc des expositions de Belgrade – halles d'exposition

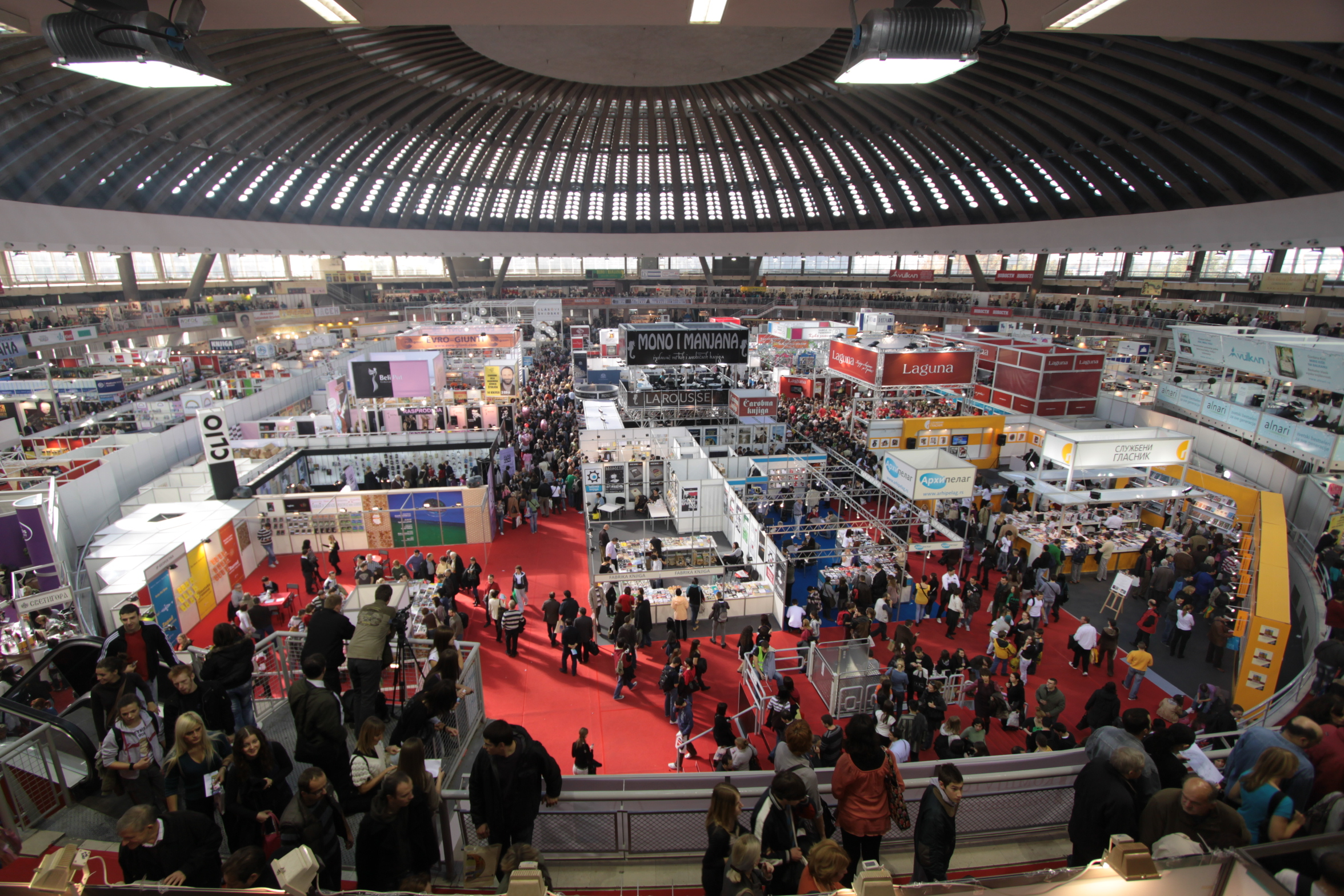
Halle 1 – halle d'exposition centrale

La Foire internationale du livre de Belgrade est l'une des manifestations littéraires les plus anciennes et les plus importantes de la région. Son but principal est d'offrir aux éditeurs, auteurs, libraires, bibliothécaires, distributeurs de livres, compagnies multimédias et autres spécialistes concernés, l'opportunité de créer de nouveaux contacts, d'échanger leurs expériences, de signer des contrats et de réaliser différentes sortes de collaborations professionnelles et culturelles. Tous les éditeurs de Serbie, ainsi que les éditeurs les plus réputés de la région présentent lors de la Foire leur production éditoriale annuelle.
En plus du programme d'exposition, de nombreuses activités concomitantes sont organisées : des conférences, des tables rondes, des rencontres avec les auteurs, des tribunes, des ateliers...
Pour les visiteurs, amateurs de lettres, la Foire du livre est une occasion unique de trouver au même endroit et d'acheter à prix réduit les livres qui les intéressent, ainsi que de rencontrer leurs écrivains favoris et de découvrir de nouveaux auteurs. La Foire leur offre également la possibilité de participer à l'un des nombreux programmes.
La Foire du livre est la manifestation culturelle la plus visitée de Serbie. En 2012, elle a accueilli 150 798 visiteurs. Elle est également très suivie par les médias. Selon les informations données par les organisateurs, la Foire a été suivie en 2012 par 1275 journalistes accrédités, dont 71 venus de l'étranger.
Selon les sondages effectués en 2010 par « Strategic marketing » parmi les habitants de Belgrade, la Foire du livre a été désignée comme la plus grande image de marque de Belgrade.
Le fondateur de la Foire du livre de Belgrade est la ville de Belgrade. Cette manifestation est dirigée par le Comité de la Foire du livre, l'organisateur exécutif étant la société Beogradski sajam. La Foire se déroule traditionnellement au mois d'octobre, dans les halles 1, 1a, 2 et 4 du Parc des expositions de Belgrade, sur une surface de 30 000 m2. Elle dure 8 jours.

## Historique

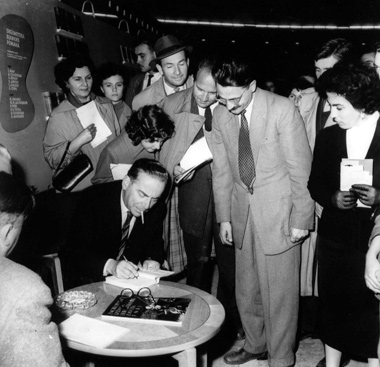
Ivo Andric à la Foire du livre

La première Foire du livre a eu lieu en 1956 au parc des expositions de Zagreb sous le patronage du Président Josip Broz Tito. Les écrivains nationaux les plus reconnus y ont participé, parmi lesquels Ivo Andrić et Miroslav Krleža. Environ 12 000 titres ont été exposés, provenant de toutes les maisons d'édition yougoslaves, ainsi que d'éditeurs venus d'Autriche, de Tchécoslovaquie, des Pays-Bas, de Grande-Bretagne, de France, d'Italie, de Chine, de Hongrie, d'Allemagne de l'Est et de l'Ouest, de Pologne, de Roumanie, des États-Unis, d'Union soviétique et de Suisse.
L'année suivante, en 1957, la Foire a été transférée à Belgrade, au parc des expositions moderne dont la construction venait d'être achevée. Il y avait parmi les exposants 60 éditeurs nationaux et 36 éditeurs étrangers venant de 16 pays d'Europe, d'Amérique et d'Asie. Selon les accords, la Foire internationale du livre devait suivre le catalogue et durer 6 jours. Elle s'est déroulée à la fin du mois d'octobre dans la halle III du Parc des expositions, et c'est à l'occasion de la cérémonie d'ouverture que la revue "les Livres et le monde" a été lancée. La première Foire du livre de Belgrade a été ouverte par Rodoljub Čolaković, Vice-Président du SIV à cette époque.
La Foire internationale du livre de Belgrade a réuni d'année en année un nombre croissant d'éditeurs venant de l'ex-Yougoslavie et du monde entier, si bien qu'après la Foire de Frankfort et celle de Varsovie, elle est devenue le plus grand lieu de rassemblement des éditeurs représentant l'Europe, l'Amérique, l'Asie et l'Afrique. C'est à Belgrade que se croisait et se croise encore aujourd'hui la culture de l'Est et de l'Ouest .
C'est en octobre 2013 qu'aura lieu la 58e Foire internationale du livre. Les invités d'honneur est la Pologne.

## Prix décernés

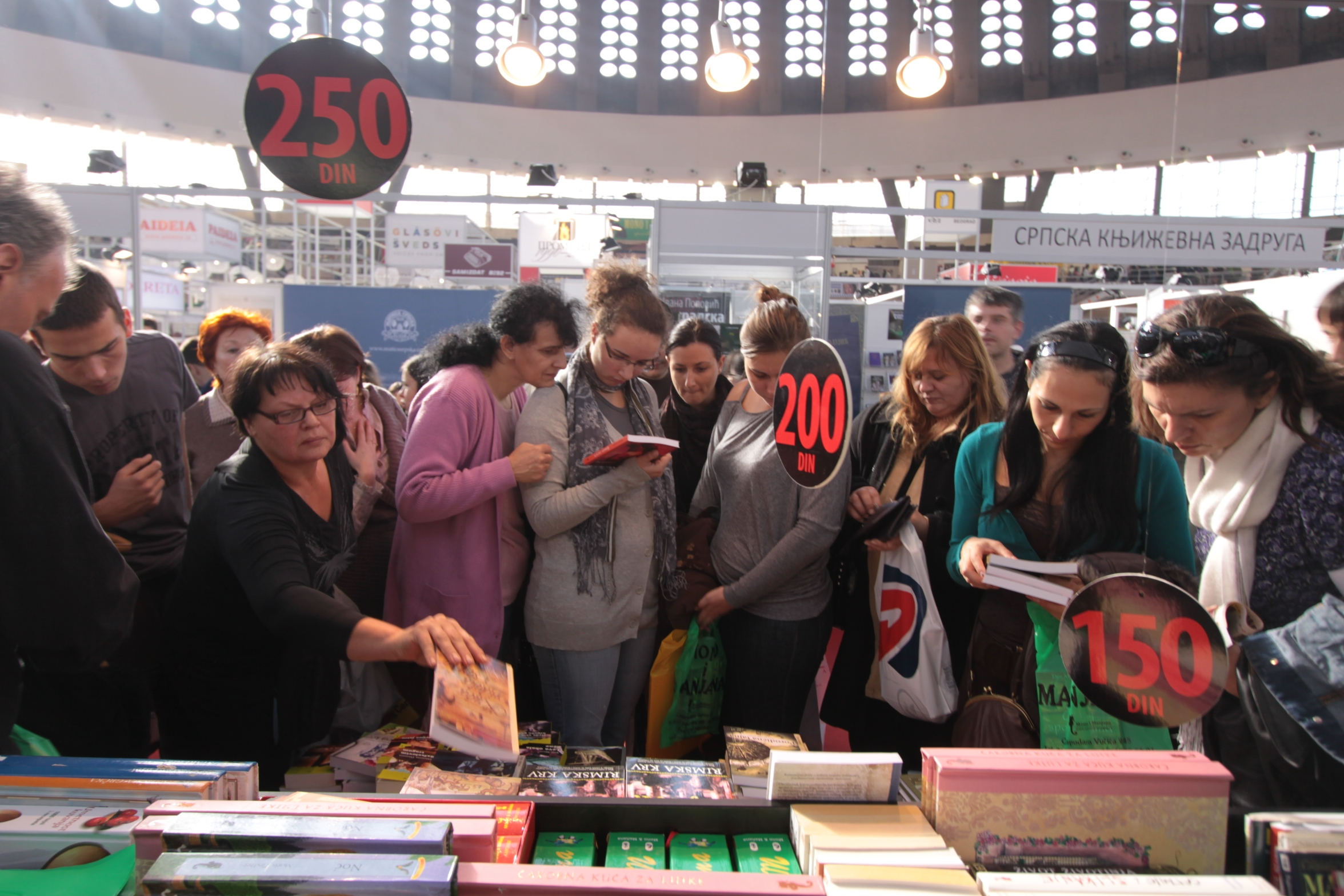
Tous pour les livres, des livres pour tous !

Plusieurs prix sont décernés dans le cadre de la Foire du livre de Belgrade : celui de l'éditeur de l'année, de l'effort éditorial de l'année, et celui du livre pour enfant de l'année. Ces prix sont décernés à la production éditoriale et aux œuvres qui de par leur qualité et l'importance du progrès scientifique et artistique qu'elles apportent, reflètent les efforts exceptionnels de l'éditeur, du rédacteur et de l'écrivain. Tous les éditeurs de Serbie qui exposent à la Foire peuvent poser leur candidature.
Mis à part ces derniers, depuis 2007, le prix Dositej Obradović est également décerné. Il est attribué à un éditeur étranger pour sa contribution continue à la publication et à la promotion de la littérature serbe. Jusqu'à aujourd'hui, ce prix a été décerné à : l'éditeur autrichien Wieser Verlag de Klagenfurt (2007), l'éditeur français Gaïa Éditions de Bordeaux (2008), l'éditeur hongrois Jelenkor de Pécs (2009), l'éditeur italien Zandonai de Rovereta (2010), l'éditeur bulgare Siela de Sofia (2011), et l'éditeur slovaque Kaligram de Bratislava (2012).

## Le pays invité d'honneur

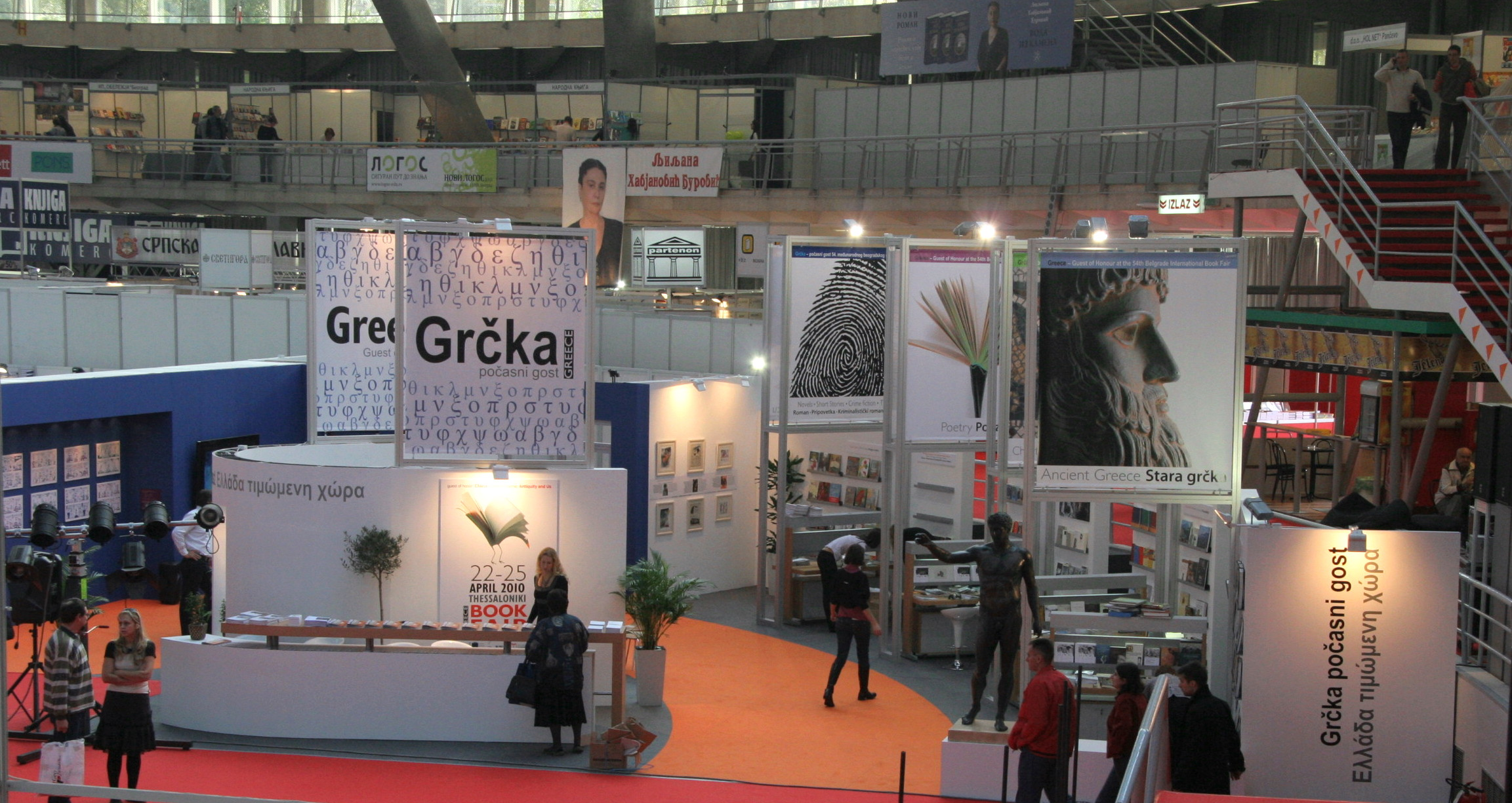
La Grèce – invité d'honneur de la Foire du livre.

Depuis 2002, la Foire du livre de Belgrade accueille un invité d'honneur - un pays (ou un ensemble de pays culturellement liés par une langue commune) dont la littérature et la production éditoriale seront mises en valeur. L'invité d'honneur se voit offrir un emplacement central à la Foire du livre, dans l'arène de la halle I. Il a la possibilité de présenter à son stand, ainsi que dans les salles destinées à la promotion, ses éditions et sa culture, que ce soit dans le cadre du programme des rencontres avec auteurs, des conférences ou des séminaires spécialisés.
L'invité d'honneur pourra présenter lors de la Foire les auteurs de son pays ou aire culturo-linguistique, les traducteurs, les éditeurs, les distributeurs, ainsi que toute autre personne ayant un rapport avec les livres. L'un des principaux buts de cette manifestation est de renforcer  les liens culturels, d'où la grande importance de l'institution d'un invité d'honneur.
Liste de pays invités d'honneur
- 2002 : Norvège
- 2003 : Canada
- 2004 : France
- 2005 : Royaume-Uni
- 2006 : États-Unis
- 2007 : Italie
- 2008 : Japon
- 2009 : Grèce
- 2010 : Suède
- 2011 : Pays lusophones
- 2012 : Hongrie
- 2013 : Pologne[3]
- 2014 : Chine[4]
- 2015 : Russie[5]
- 2016 : Iran[6]
- 2017 : l'Allemagne, l'Autriche, le Liechtenstein et la Suisse[7]
- 2018 : Maroc[8]
- 2019 : Égypte[9]

## Les auteurs nationaux et mondiaux les plus éminents

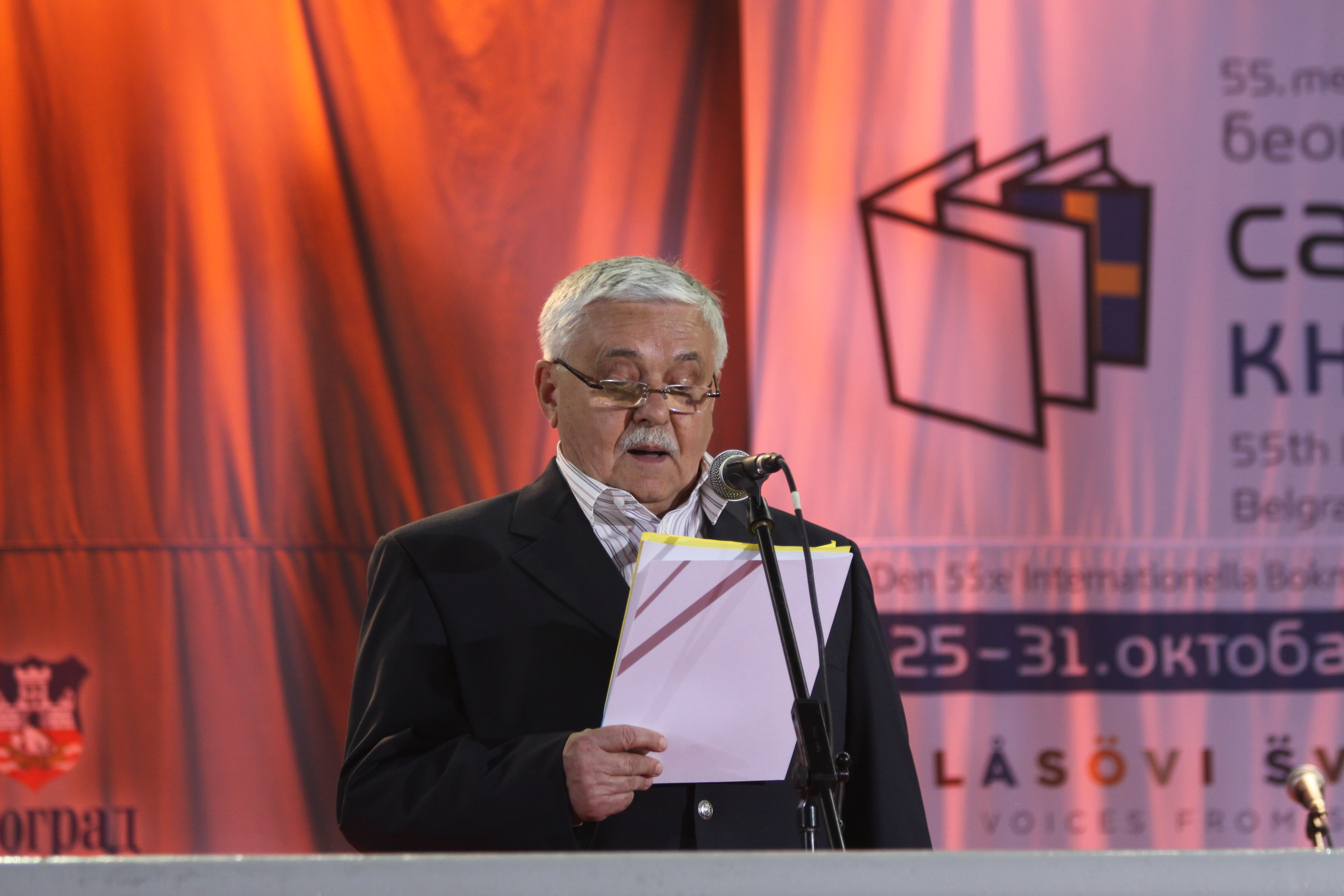
Laszlo Vegel ouvre la Foire du livre en 2010

La Foire du livre réunit les auteurs les plus éminents de Serbie et nombre d'écrivains  renommés de la région. La Foire est ouverte traditionnellement par des auteurs nationaux reconnus. Durant la première décennie du XXe siècle, elle a été inaugurée  officiellement par: svetlana Velmar-Janković, Vida Ognjenović, David Albahari, Milovan Danojlić, Ljubomir Simović, Goran Petrović, Dušan Kovačević, Dragoslav Mihailović, Dragan Velikić et Laslo Vegel.
La Foire est visitée chaque année par un auteur contemporain au moins, connu mondialement. Parmi tant d'autres sont venus: Alain Robbe-Grillet, Erica Jong, Natsuki Ikezawa, Claudio Magris, Ludmila Ulicka, Charles Simic, Elizabeth Abbot, Tony Parsons, Peter Handke, Patrick Besson, Ossa Lind, Thanásis Valtinós, Fleur Jaeggy, Gish Jen, Naïm Kattan, Geir Pollen…

## La journée des écoles
Depuis 2005, une journée des écoles est organisée à la Foire. Elle est consacrée à la visite des écoliers, des étudiants, des professeurs et des bibliothécaires, ainsi qu'à de nombreux programmes concomitants qui leur sont destinés.

## Ce qu'ils ont dit sur la Foire

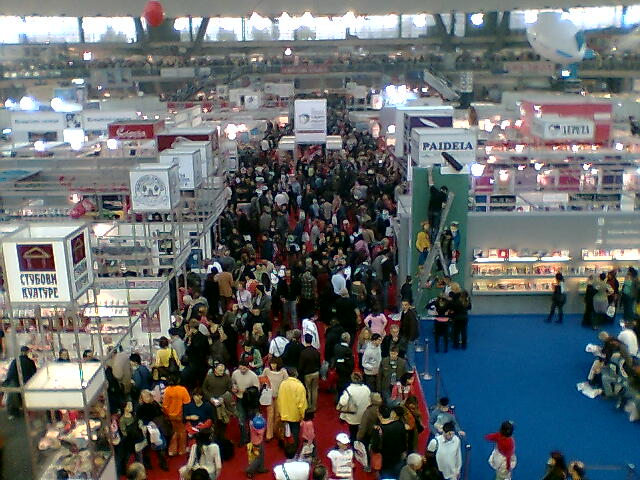
La Foire du livre de Belgrade, 2007

Ivo Andrić (1970) : « Dès le premier coup d'œil, on aperçoit le désir de faire de la Foire une fenêtre ouverte avec double vue ; la vue de l'homme local sur le monde du livre étranger et la vue de l'étranger sur la voie et le progrès des livres de la littérature de tous nos peuples. En plus des œuvres éditées dans toutes les langues de notre pays, environ 70 exposants venus de 18 pays y participent... Dans le cadre de la Foire, une exposition en l'honneur de V.I. Lénine a été organisée en collaboration avec des spécialistes, ainsi que l'exposition internationale des éditions slavistiques de nos maisons et appartements... »
Desanka Maksimović (1988) : « Regardez autour de vous cette énorme quantité de secrets! Je ressens toujours plus de tristesse que de joie à la Foire du livre : Même si nous vivions plus de cent ans, nous n'aurions pas le temps d'ouvrir toutes ces coquilles de la pensée humaine, pleines des feux du cœur et des tempêtes de l'imagination... »
Milorad Pavić (1990) : « ... Aujourd'hui, la littérature vit des classiques décédés et des lecteurs vivants qui posent à présent une nouvelle question : peut-on aimer un livre, non pas parce qu'on l'apprécie ou qu'il est beau... Cherchez donc ici, ce soir, le livre que pourrez aimer. Vous aiderez peut-être ainsi à la survie de cette planète... »
David Albahari (2004) : « ... La Foire du livre représente un magnifique endroit central où je ne peux que rencontrer des écrivains que je connais, voire, parcourir et faire connaissance avec la totalité de la production nationale. La Foire du livre est donc pour moi le plus beau des moments à Belgrade. »